# Батлер, Эдит
Мари Николь Эдит Батлер (фр. Marie Nicole Édith Butler) — канадская певица, музыкант, фольклорист и автор песен второй половины XX века. Считается одной из наиболее значительных представительниц современной акадийской культуры, неоднократный лауреат премий «Феликс», лауреат Премии генерал-губернатора в области исполнительских искусств (2009), член Зала славы канадских авторов песен (2007). Офицер ордена Канады (1975), кавалер орденов Искусств и литературы и «За заслуги» (Франция) и ордена Плеяды (международная организация «Франкофония»).

## Биография
Родилась в 1942 году в Пакетвилле, недалеко от города Каракет в Нью-Брансуике. Мать девочки играла на пианино и пела, а отец, по воспоминаниям Батлер, был талантливым рассказчиком. В 1964 году получила степень бакалавра в Монктонском университете, а в 1969 году — степень лиценциата литературы в Лавальском университете, где вела этнографические исследования. В промежутке, в 1964—1966 годах, преподавала в Батерсте (Нью-Брансуик).
Начала петь во время учебы в Монктонском университете. Первое публичное выступление Батлер как певицы состоялось на вечере акадийской культуры в колледже Нотр-Дам-де-Акади, после чего она начала выступать на монктонской станции Radio-Canada, а в 1962 году присоединилась к коллективу телевизионной программы Singalong Jubilee на галифаксском канале CBC. До 1967 года репертуар Батлер, который она исполняла на этом канале и различных фольклорных фестивалях, состоял в основном из народных акадийских песен, которые она исполняла, аккомпанируя сама себе на гитаре. В 1964 году стала одной из основных участниц фильма «Акадийцы диаспоры» (фр. Les Acadiens de la dispersion), снятого по заказу Канадской государственной службы кинематографии. В годы учебы в Лавальском университете выступала в барах-кабаре (фр. boîtes à chansons) в районе Квебека.
В 1970 году представляла Канаду на Всемирной выставке в Осаке, где дала более 500 концертов в павильоне Канады; после этого выступала в США и Европе. С 1973 года начала писать собственные песни, часто на слова своего агента Лизы Обю. Исполняла песни, играя на различных инструментах, помимо гитары, включавших банджо, дульцимер, скрипку, гармонику и барабан; многие из инструментов изготавливала сама. Помимо Обю, сотрудничала с такими авторами, как Люк Пламондон, Анжель Арсено и Клеманс Дерошер. Первые собственные песни влючила в альбом Avant d’être dépaysée, вышедший на лейбле Columbia Records в 1973 году и содержавший также традиционную акадийскую музыку.
В 1975 году с Лизой Обю основала компанию Éditions de l’Arcadie, а на следующий год — лейбл звукозаписи SPPS (фр. Société de production et de programmation de spectacles), на котором выпускала свои альбомы до 1983 года. В 1979—1981 годах совершала турне по Канаде, позже — по Франции, где много выступала на телевидении, а в 1985 и 1986 годах давала концерты в парижском зале «Олимпия». В середине 1980-х годов достигла широкой популярности в франкоязычных регионах Канады, в 1985 и 1986 годах завоевав квебекскую премию «Феликс» и выпустив в 1986 и 1987 годах золотые диски (соответственно … et le party continue! и Party pour danser). За популяризацию акадийской культуры в Европе певица получила прозвище «Мать Акадия».
В сотрудничестве с Обю написала почти 150 песен и выпустила в общей сложности почти 30 альбомов, последний из которых, Madame Butlerfly, вышел в 2003 году. Сочиняла также музыку к фильмам, в том числе к «Императору Перу» Фернандо Аррабаля. В 2008 году предприняла прощальное турне по странам организации «Франкофония».

## Награды и звания
- Офицер ордена Канады (1975)[5]
- Кавалер ордена Плеяды (международная организация «Франкофония», 1978)[1]
- Grand prix du disque Академии Шарля Кро (Франция, 1983, за альбом De Paquetville à Paris)[1]
- Лауреат премии «Феликс» за лучшее музыкальное шоу («Un million de fois je t’aime», 1985)[1]
- Лауреат премии «Феликс» за самый продаваемый альбом (Le Party d’Edith)[1] и самому популярному исполнителю за пределами Квебека[2] (1986)
- Кавалер ордена «За заслуги» (Франция, 1999)[1]
- Член Зала славы канадских авторов песен (2007, в списки Зала славы внесена также песня Батлер «Paquetville»)[2]
- Премия генерал-губернатора в области исполнительских искусств (2009)[3]
- Увековечена на почтовой марке Канады (2009)[1]
- Кавалер ордена Нью-Брансуика (2013)[6]
- Кавалер ордена Искусств и литературы (Франция, 2019)[7]
- Кавалер Национального ордена Квебека (2023)[8]
- Почетный доктор Монктонского университета (1985), Университета Нью-Брансуика (1989)[1] и Университета Акадия (1994)[9]
- Почетная индейская принцесса народа абенаки[1]